# Bertil Göransson
Bertil Göransson   (Limhamn, 9 de febrer de 1919 - Vårgårda, 10 d'abril de 2004) fou un remer suec que va competir durant les dècades de 1950. Feia de timoner.
El 1956 va prendre part en els Jocs Olímpics d'Estiu de Melbourne, on va disputar dues proves del programa de rem. Formant equip amb Olle Larsson, Gösta Eriksson, Ivar Aronsson i Evert Gunnarsson guanyà la medalla de plata en la prova de quatre amb timoner, mentre en la prova de vuit amb timoner fou quart.
En el seu palmarès també destaquen dues medalles de plata al Campionat d'Europa de rem de 1955, quatre campionats mundials de veterans, dos Campionats nòrdics i dotze campionats nacionals.